# Pierre-Percée
Pierre-Percée är en kommun i departementet Meurthe-et-Moselle i regionen Grand Est (tidigare regionen Lorraine) i nordöstra Frankrike. Kommunen ligger i kantonen Badonviller som tillhör arrondissementet Lunéville. År 2022 hade Pierre-Percée 96 invånare.

## Befolkningsutveckling
Antalet invånare i kommunen Pierre-Percée
| Referens: INSEE |